# Nanojapyx
Nanojapyx es un género de Diplura en la familia Japygidae.

## Especies
- Nanojapyx coalingae Smith, 1959
- Nanojapyx gentilei Smith, 1959
- Nanojapyx hamoni Smith, 1959
- Nanojapyx pagesi Smith, 1959
- Nanojapyx pricei Smith, 1959